# Civilization Revolution
Sid Meier's Civilization Revolution é um spin-off da série Civilization lançado em 2008 desenvolvido pela Firaxis junto com Sid Meier para PlayStation 3, Xbox 360, Nintendo DS, e iOS. Uma versão para Wii também foi originalmente planejada porém nunca foi lançada.
Um demo foi lançado para Xbox Live Marketplace em 5 de junho de 2008.

## Multiplayer
O jogo apresenta um modo multiplayer com alguns modos diferentes do jogo.